# Боб Кейн
Боб Кейн (на английски: Bob Kane; роден Робърт Кан, 24 октомври 1915 г. – 3 ноември 1998 г.) е американски художник и писател на комикси.

## Личен живот
Жени се за първата си съпруга Бевърли през 40-те години на XX век и се развеждат през 1957 г. Двамата имат дъщеря на име Дебора. Вторият му брак е с актрисата Елизабет Сандърс Кейн през 1987 г.
Заедно с Бил Фингър съсъздава супергероя Батман на „ДиСи Комикс“. Кейн умира на 83 години в Лос Анджелис на 3 ноември 1998 г. Погребан е в парка Форест Лоун Мемориъл.